# Megaptera novaeangliae
La ballena jorobada (Megaptera novaeangliae), también llamada ballena yubarta, es una especie de cetáceo misticeto de la familia Balaenopteridae. Es una de las ballenas más grandes, los adultos tienen una longitud de 12 a 16 m y un peso aproximado de 36.000 kg. La especie posee una forma corporal distintiva, con aletas pectorales largas y cabeza nudosa. Es un animal acrobático que con frecuencia se impulsa sobre la superficie para luego golpear el agua. Los machos emiten un canto complejo, el cual dura de diez a veinte minutos y se repite por horas cada vez. El propósito del canto no es claro. Sin embargo, parece desempeñar una función en el apareamiento.
Se distribuye por todos los océanos y mares del mundo; normalmente migran hasta 25 000 km cada año. Las yubartas se alimentan solamente durante el verano en las regiones polares y migran a aguas tropicales y subtropicales para reproducirse y parir las crías durante el invierno polar. Mientras trascurre el invierno ayunan y subsisten gracias a su reserva de grasa. La especie se alimenta principalmente de kril y peces pequeños; posee un amplio repertorio de métodos para alimentarse, incluyendo la notable técnica de la red de burbujas.
Al igual que los otros cetáceos grandes, la ballena jorobada fue objeto de caza. A causa de la captura excesiva, su población se redujo en un 90% antes de la moratoria implementada en 1966. Desde entonces la población se ha recobrado parcialmente; sin embargo, los enredos en elementos de pesca, las colisiones con buques y la contaminación acústica continúan siendo una fuente de preocupación. Se calcula una población global de por lo menos 80 000 ejemplares. Actualmente es uno de los objetivos para el avistamiento de cetáceos, principalmente en las costas de Costa Rica donde se pueden observar 8 meses al año (se dice comúnmente que la "estación de ballenas jorobadas" en Costa Rica es más larga que en cualquier otra parte del mundo,) así como en Australia, Nueva Zelanda, Chile, Ecuador, Colombia, Venezuela, México, Canadá, Estados Unidos, República Dominicana, Angola, Perú y Puerto Rico.

## Taxonomía

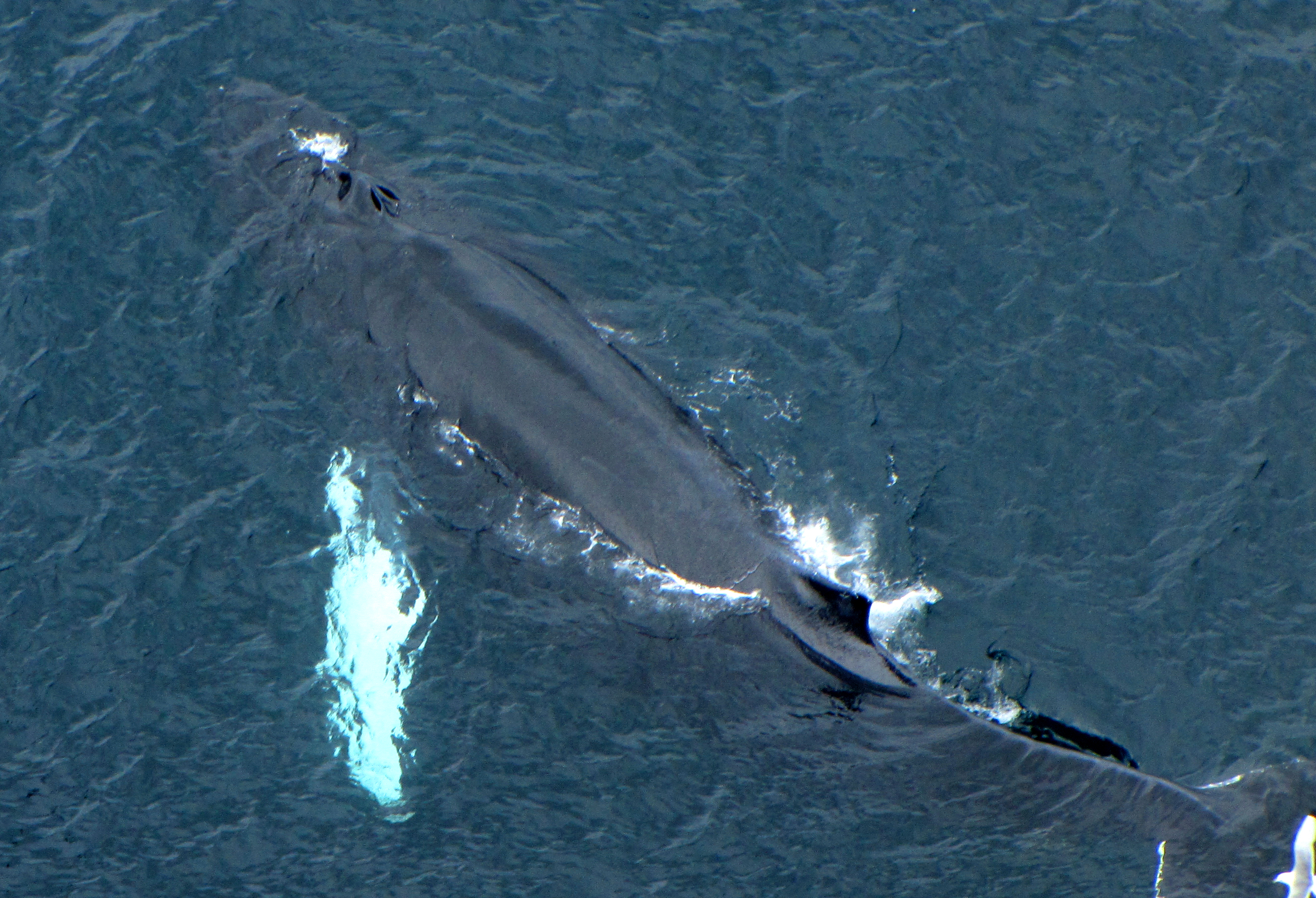
Ballena jorobada joven con los espiráculos visibles.

Las yubartas pertenecen a la familia Balaenopteridae (rorcuales), dentro de la cual se incluye la ballena azul, el rorcual común, el rorcual de Bryde, el rorcual boreal y los rorcuales aliblanco y austral. Se cree que los rorcuales se separaron de las otras familias del suborden Mysticeti a mediados del Mioceno. Sin embargo, no se sabe en qué momento los miembros de cada familia se separaron unos de otros.
A pesar de su estrecha relación con los integrantes del género Balaenoptera, la yubarta es el único miembro de su género desde la publicación de John Edward Gray en 1846. Los análisis recientes de secuencias de ADN indican que la especie se encuentra más relacionada con la ballena gris (Eschrichtius robustus) y al rorcual común (Balaenoptera physalus) que con otros rorcuales como el aliblanco (Balaenoptera acutorostra). Si otras investigaciones confirman esta relación, se requerirá reclasificar a los rorcuales.
La yubarta fue mencionada inicialmente como «baleine de la Nouvelle Angleterre» por Mathurin Jacques Brisson en su obra Regnum Animale de 1756. En 1781, Georg Heinrich Borowski describió la especie, llamándola por su nombre equivalente en latín, Balaena novaeangliae. A principios del siglo XIX Lacépède la separó de la familia Balaenidae, con el nombre binomial Balaenoptera jubartes. En 1846, John Edward Gray estableció el género Megaptera, con el nombre Megaptera longpinna para la especie, pero en 1932 Remington Kellogg le devolvió el nombre específico que estableciera Borowski, novaeangliae.

## Etimología
Su nombre común, yubarta, proviene probablemente de la alteración del antiguo nombre francés jubartes, que procede de la palabra inglesa gibbard o de la latina gibbus, que significa joroba.
El otro nombre con el cual se le conoce, ballena jorobada, se deriva de la curvatura en su espalda que se insinúa mientras se sumerge. El nombre del género Megaptera proviene del griego mega-/μεγα- "grande" y ptera/πτερα "aleta", en referencia a sus grandes aletas pectorales. El nombre de la especie deriva de «New Englander», el cual fue colocado probablemente por Brisson a causa de los avistamientos regulares de yubartas al frente de las costas de Nueva Inglaterra.

## Características

### Descripción

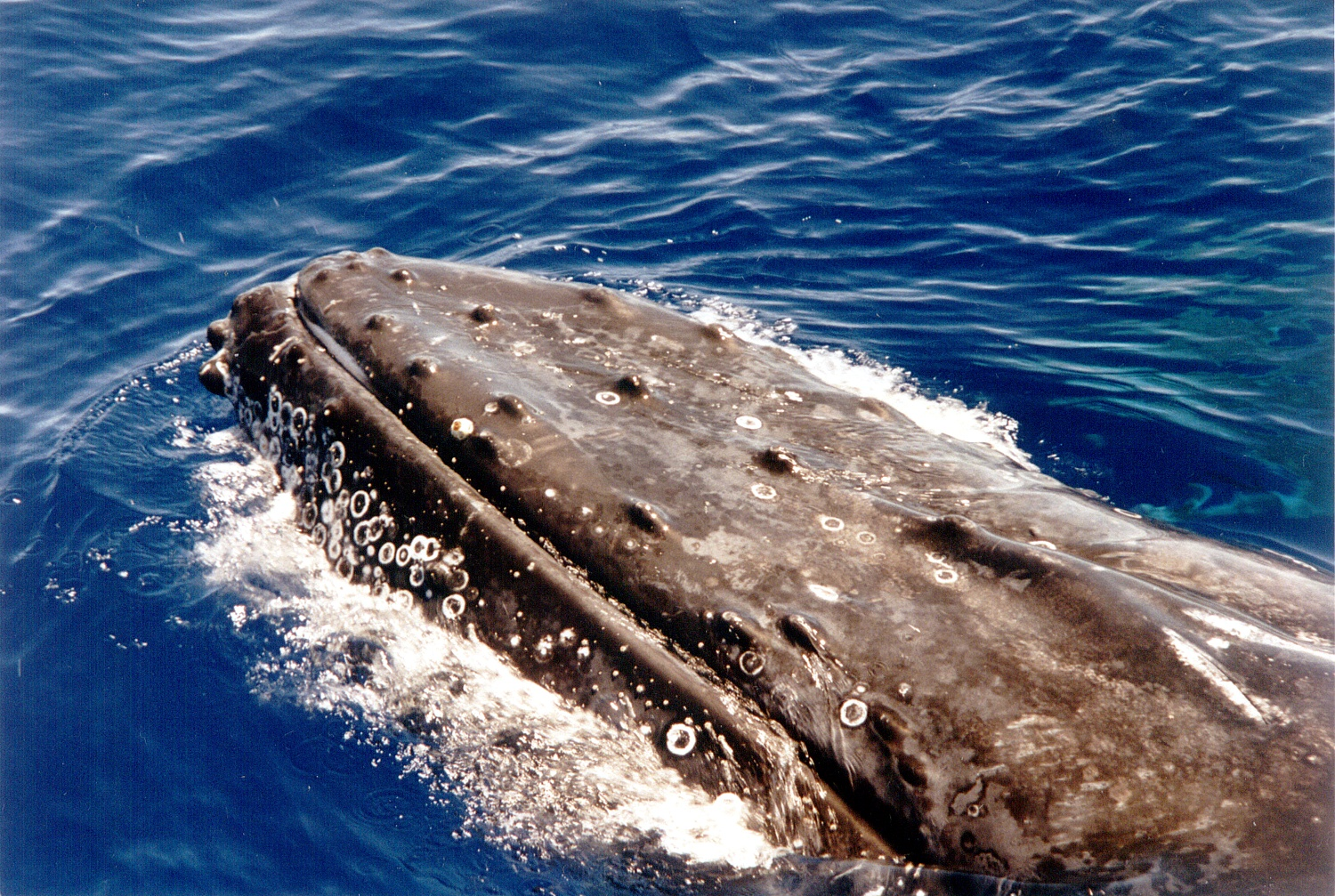
Tubérculos cefálicos característicos de la especie.

Las yubartas son fácilmente identificables por su complexión robusta, sus largas aletas pectorales, las cuales alcanzan una tercera parte de la longitud del cuerpo y la coloración negra de su región dorsal.
Las hembras de la especie son más grandes que los machos, siendo una de las pocas especies de mamífero con esta característica (véase dimorfismo sexual). La publicación más confiable con respecto al tamaño de la especie data de 1965, la cual se basó en miles de mediciones realizadas en animales capturados en Australia y la Antártida entre 1949 y 1962. Los animales de cada sexo más largos medidos entonces fue un macho de 14,3 y una hembra de 15,5 m. También se tiene registro menos confiable de otras mediciones en el hemisferio sur que arrojan datos de 17,4 m en un macho y 16,2 m en una hembra, capturados en la Antártida entre 1934-1935. Existen registros más antiguos, por ejemplo uno de 1904, el cual otorga una lóngitud máxima para los machos de 16,2 m y de las hembras en 15,7 m: sin embargo no se tiene certeza alguna sobre el método de medida utilizado. Según la publicación de 1965, el tamaño promedio en machos fue de 13 m, mientras en las hembras fue de 13,9 m y en los individuos que alcanzaban la madurez sexual se estableció un promedio de 11,8 y 11,9 m para machos y hembras respectivamente.
El tamaño forma y proporción del cerebro es similar a lo observado en otros misticetos; mostrando algunas diferencias notables con respecto a los odontocetos en la morfología y estructura celular. Un encéfalo obtenido de una hembra tenía una masa cerebral de 4030 g y un cerebelo proporcionalmente grande de 740 g con un porcentaje del 18 % con respecto a la masa total. Los componentes del sentido del olfato son pequeños o como es el caso del lóbulo olfatorio, están ausentes y es dudoso que posean un sentido del olfato funcional.

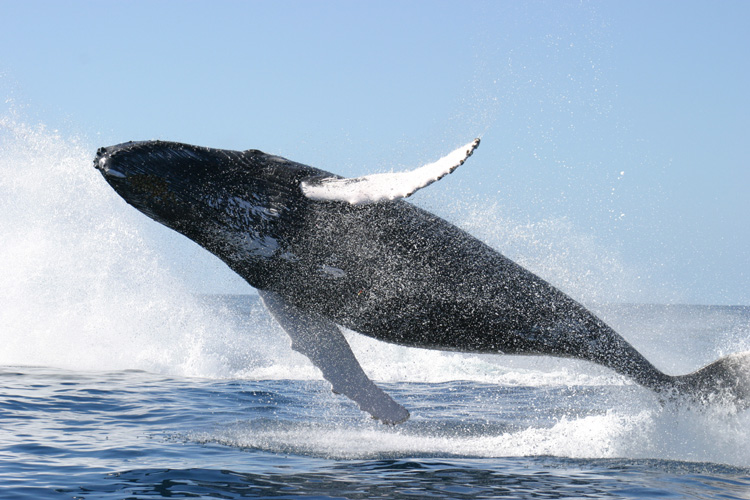
Yubarta saltando fuera del agua.

La yubarta entre los rorcuales posee la capa de piel y grasa subcutánea (llamada en inglés blubber) más gruesa en proporción a su tamaño; siendo superada únicamente por la ballena azul en cifras absolutas. El grosor de esta capa varía según la época del año, la edad y la condición fisiológica.
Las aletas pectorales son blancas en la cara inferior y pueden ser blancas o negras en la cara superior dependiendo de cada población o cada individuo. Esta zona de las aletas tiende a ser blanca en las que habitan el norte del Atlántico, mientras en el norte del Pacífico con frecuencia es de color negro. El tamaño relativo de las aletas pectorales comparado con los otros misticetos es evidente. Se encontró que la longitud medida desde la cabeza del húmero hasta la punta de la aleta oscila del 28,3 a 34,1 % de la longitud total del animal, mientras que en Balaenoptera physalus solo alcanza de 11,2 a 13,1 %, en Balaenoptera musculus del 13,9 a 16,1 % y en Eschrichtius robustus del 17,5 a 20,9 %.
El color corporal es negro en el dorso y varía en el vientre, donde puede ser negro, blanco o moteado. En la cabeza y mandíbulas presenta una serie de protuberancias propias de la especie llamadas tubérculos, que en realidad son folículos pilosos. La aleta dorsal es pequeña y muy variable en su forma para cada individuo; puede estar casi ausente o ser alta con forma de hoz. Al igual que los otros rorcuales, las yubartas poseen una serie de pliegues ventrales que parten de la punta de la mandíbula hasta la zona umbilical. La cola, que frecuentemente saca del agua al inicio de cada inmersión, tiene en su cara inferior un patrón único en cada individuo que oscila entre negro y blanco; también posee un patrón en forma de sierra característico en el borde posterior de la aleta caudal.

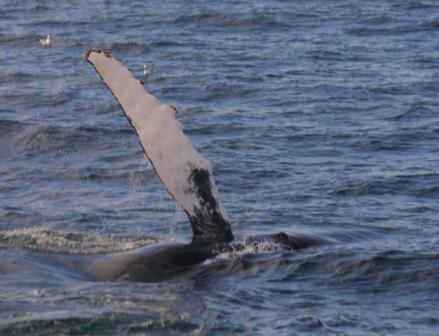
Aleta pectoral de una yubarta.

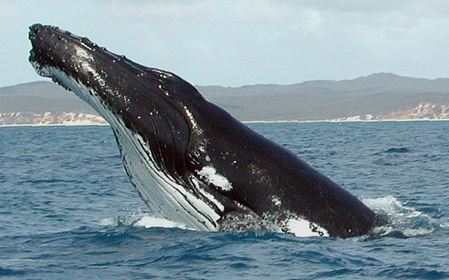
Cabeza de una ballena jorobada.

Cada aleta pectoral (también con manchas negras y blancas y con un dibujo propio de cada sujeto) puede alcanzar hasta un tercio de la longitud del cuerpo. Esto es mucho más que en cualquier otra especie del orden cetáceos. Para explicar esta diferencia tan notable, varias hipótesis han sido presentadas. Podría ser un avance evolutivo que asegure una mayor maniobrabilidad. Podría también, gracias a una mayor superficie de contacto, mejorar la regulación de la temperatura interna durante las migraciones entre las zonas frías y las tropicales o resultarles útiles, a modo de redes, al cazar en grupos para acorralar a los peces.
Cuando la ballena emerge expulsa el aire de sus pulmones en una nube de hasta tres metros en forma de coliflor. El aire caliente que proviene de los pulmones condensa inmediatamente en contacto con el aire frío ambiente el vapor de agua que contiene. La aleta dorsal, achaparrada, aparece fuera del agua después de este geyser y permanece visible hasta que la aleta caudal emerge. Como los demás balenoptéridos, la yubarta posee entre 14 y 22 pliegues gulares, que en realidad son pliegues paralelos que van desde la punta de la mandíbula hasta el ombligo, los cuales se expanden mientras se alimentan permitiéndole aumentar considerablemente el volumen de la cavidad oral. Son menos numerosos y profundos que los que se pueden ver por ejemplo, en la ballena  azul. Las barbas' características del suborden son producciones córneas que filtran el agua reteniendo el alimento. La yubarta cuenta entre 270 y 400 barbas de color oscuro dispuestas a cada lado de la boca. Las hembras poseen un lóbulo (no presente en los machos) de 15 centímetros de diámetro en la región genital que permite diferenciar los sexos, ya que el pene de los machos está generalmente escondido en la ranura genital. Las hembras paren generalmente cada dos o tres años. La gestación dura once meses. Es raro, pero ciertas hembras pueden reproducirse dos años seguidos. El ballenato mide al nacimiento de cuatro a cuatro metros y medio y pesa aproximadamente 700 kilos. Es amamantado por su madre durante un año, siendo su única fuente de alimentación durante los seis primeros meses. Los seis siguientes alternan la leche con el alimento que son capaces de capturar ellos mismos. Los ballenatos abandonan a sus madres al inicio de su segundo año, cuando alcanzan aproximadamente los 9 metros de largo. Los jóvenes alcanzan la madurez sexual a los cinco años. Alcanzan la talla adulta poco después. Viven en general de 40 a 50 años.
Desde 1991 se ha reportado la observación de una yubarta blanca en las costas de Australia. Fue bautizada con el nombre de Migaloo por ser presumido albino durante un largo tiempo, facto confirmado mediante pruebas de ADN, aunque no carece de pigmentación en los ojos. Recientemente se la ha avistado varias veces en compañía de un juvenil de su especie, igualmente blanco, lo que ha atraído la atención de la comunidad científica.

## Comportamiento

### Comportamiento social
Las yubartas viven en grupos, pero usualmente se trata de grupos pequeños e inestables; el único lazo duradero ocurren entre el dúo madre-hijo. Los grupos son más estables en verano, cuando cooperan en la búsqueda de alimento. Relaciones más duraderas de meses o años entre parejas o pequeños grupos han sido descritas pero muy raramente. Su distribución mundial hace que sean vistas con otros misticetos o delfines, pero con muy pocas interacciones interespecíficas. 

### Reproducción

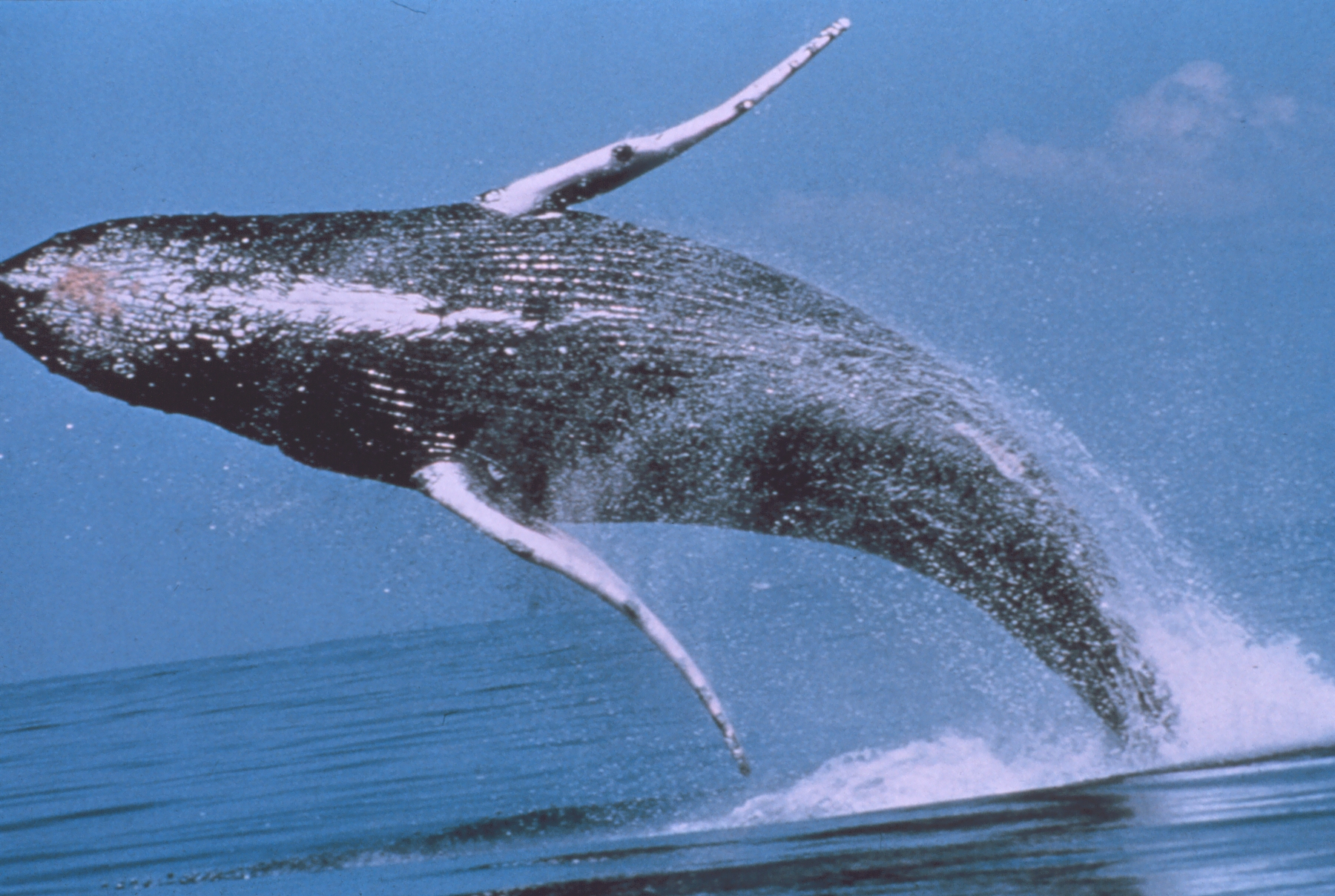
Saltos durante el cortejo sexual.

Las yubartas parecen tener un mecanismo de reproducción polígamo con una competencia agresiva entre los machos para acceder a las hembras en celo. La temporada de apareamiento se lleva a cabo durante el verano y se realiza en aguas tropicales.
La madurez sexual es alcanzada entre los 4 y 6 años (los machos suelen tardar más que la hembra para alcanzar la madurez sexual). En los machos el tamaño de los testículos y la espermatogénesis se incrementa durante la temporada de apareamiento coincidiendo con la ovulación en las hembras. En las hembras luego de alcanzada la madurez el tamaño de los ovarios permanece constante. Cuando la ovulación se aproxima, los folículos de Graaf en la superficie de los ovarios aumentan de tamaño; generalmente solo ovulan en una ocasión por cada temporada de apareamiento. La gestación se prolonga por 11 a 11,5 meses. El apareamiento sucede una vez cada dos años, pero puede llevarse a cabo en dos ocasiones en tres años.
De las pocas observaciones realizadas durante la copulación de la especie, se ha observado que el macho y la hembra inicialmente nadan alineados, posterior a lo cual se entrelazan dando vueltas emparejando sus aletas pectorales y caudales. Luego se sumergen, emergiendo posteriormente en forma vertical con las superficies ventrales unidas para luego separase y caer sobre el agua cada uno por su lado.
Las crías nacen en aguas tropicales y subtropicales en cada hemisferio. Los recién nacidos cuentas en promedio con 4,5 m de longitud y son amamantados por sus madres hasta por 12 meses, pero pueden empezar a alimentarse por sí solos desde los 6 meses. La leche es bastante nutritiva con alto contenido de grasas, proteínas, lactosa y agua, y las crias pueden llegar a mamar hasta 400 litros al día.

## Natación, inmersión y comportamiento aéreo
Al igual que los otros miembros de la familia Balaenopteridae, la ballena jorobada es un nadador lento. Se han registrado velocidades durante las migraciones de 7,9 a 15,1 km/h; la máxima velocidad registrada fue de 27 km/h en un animal herido durante una persecución. 
La frecuencia y duración de las inmersiones varían de acuerdo a la época del año. Durante el verano por lo general duran menos de cinco minutos y raramente superan los diez minutos. En invierno estas inmersiones duran de diez a quince minutos y se han registrado duraciones superiores a los treinta minutos.
En cuanto al comportamiento aéreo, ha sido una cuestión muy popular entre científicos durante décadas, y aunque no hay todavía una respuesta definitiva sobre el por qué de estos saltos, si que existen varias teorías que pueden responder a la pregunta:
- Comunicar un deseo o necesidad:

Y es que durante la época de apareamiento, estos animales están mucho más activo y podemos ver muchas más acrobacias que durante otros momentos vitales.
- Alertar a otros animales de la presencia de depredadores:

Las ballenas jorobadas son muy conocidas por su aparente empatía con otras especies y por haber protegido a crías ajenas o a delfines de sus depredadores en numerosas ocasiones. Es por eso que no es de extrañar que además de intervenir activamente en los ataques, también cumplan una función de alerta o aviso.
- Por diversión o celebración:

Otra de las teorías que existen es la pura diversión, así es muy común ver a los miembros más jóvenes realizar estos comportamientos más a menudo que los adultos. En el mayor registro de saltos consecutivos de una cría se llegaron a contabilizar hasta 12.
También es posible que este comportamiento se produzca cuando el animal acaba de comer, a modo de celebración o alegría por tener el estómago lleno.
- Para librarse de parásitos que puedan estar molestándoles

## Alimentación

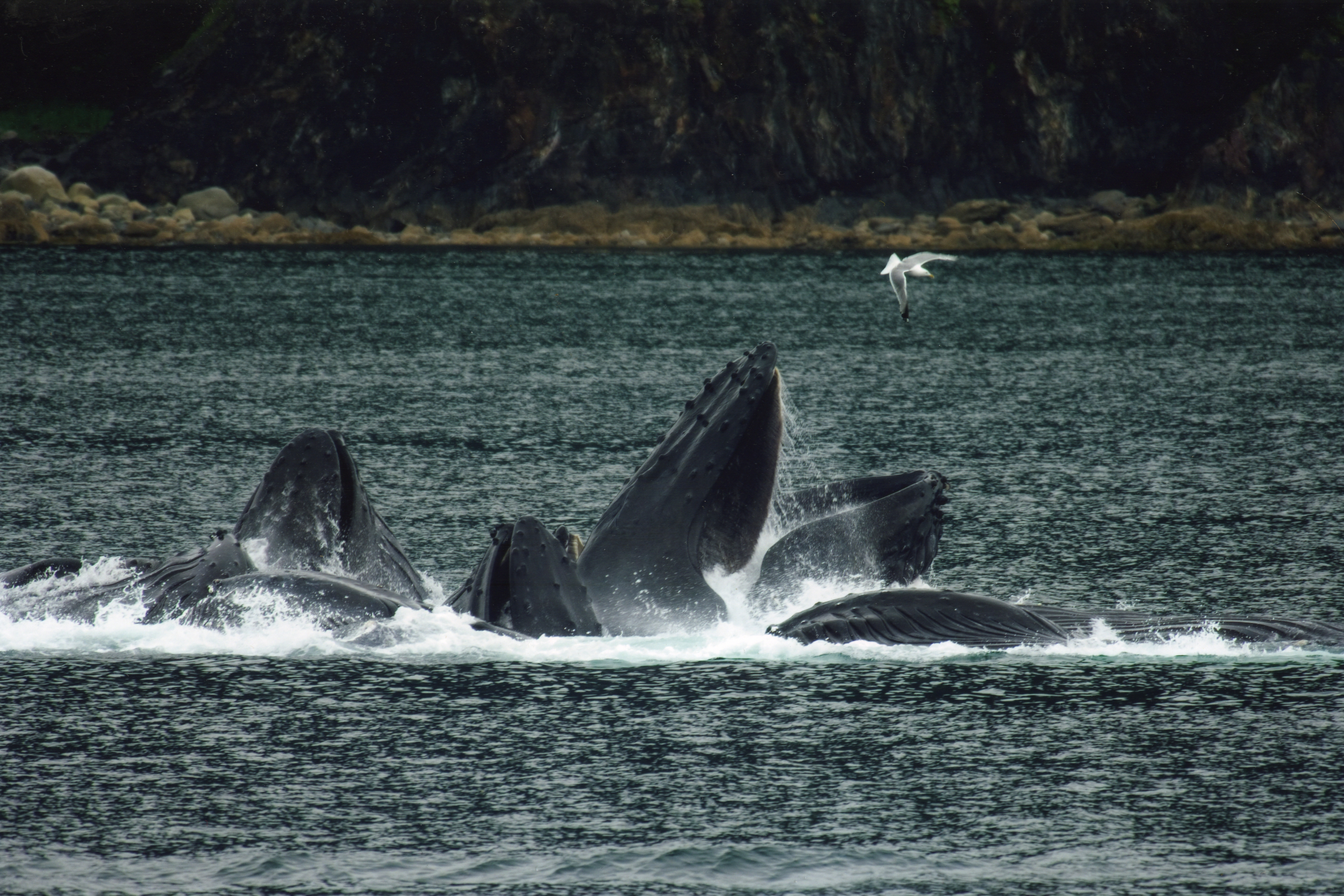
Un grupo de yubartas alimentándose con su técnica de caza en grupo cerca de Juneau, Alaska, Estados Unidos.

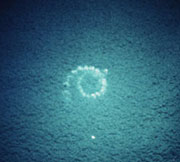
Vista cenital de una red de burbujas al frente del cabo Fanshaw, Alaska.

Las yubartas (ballenas) se alimentan principalmente en verano y viven de sus reservas de grasa durante el invierno. Comen raramente y en forma oportunista durante su estadía en aguas cálidas y templadas mientras trascurre el invierno en los polos. Se alimentan de kril y de bancos de peces pequeños como arenque (Clupea harengus), salmón (Salmo salar), capelán (Mallotus villosus), (Ammodytes americanus) y otros como caballas (Scomber scombrus), carboneros (Pollachius virens) y eglefinos (Melanogrammus aeglefinus) en el Norte del Atlántico. En aguas de Australia y la Antártida, se sabe que se alimentan de kril y copépodos. Las jorobadas capturan a sus presas mediante ataques directos o aturdiendo a sus presas al golpear el agua con sus aletas pectorales o caudales.

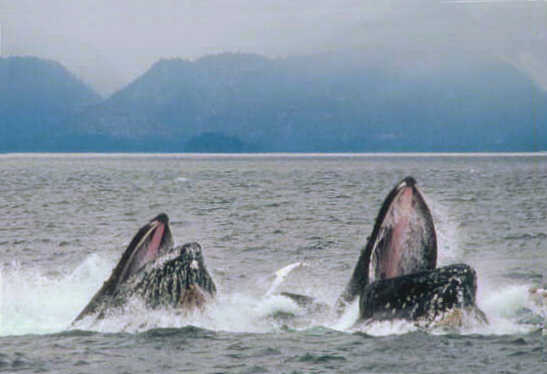
Un par de yubartas alimentándose mediante arremetidas.

Las yubartas tiene el repertorio alimenticio más diverso de todos los misticetos. La técnica más destacada se conoce como «red de burbujas», en la cual un grupo de individuos nadan en círculos concéntricos soltando burbujas por los espiráculos bajo los cardúmenes de peces. El anillo de burbujas rodea el cardumen de peces, cerrándose progresivamente, confinándolos en un cilindro cada vez más pequeño. Entonces, de forma súbita se lanzan sobre ellos tomando un gran bocado y deglutir miles de peces de un trago. Las placas ranuradas en la boca del animal le permite drenar fácilmente toda el agua tomada en la maniobra. El anillo formado por las burbujas puede tener hasta treinta metros de diámetro y requiere la cooperación de una docena de animales. Usando cámaras (crittercam) adosadas a la espalda de las jorobadas se vio que algunos individuos sueltan las burbujas, otras se sumergen más profundo para conducir los peces hacia la superficie y otras amontonan las presas dentro de la «red» mediante vocalizaciones.
Los únicos depredadores naturales de las yubartas son las orcas. Se han comunicado pocas observaciones de ataques y con mayor frecuencia marcas de mordidas en el cuerpo y aletas en muchos ejemplares. En regiones como Australia hasta el 17% de los individuos observados de todas las edades portan cicatrices sobre sus aletas; sin embargo, solo se ha observado un ataque exitoso a un ballenato.
La especie tiene un repertorio de exhibiciones aéreas, las cuales incluyen saltos sobre la superficie, golpes sobre el agua con una o las dos aletas pectorales y golpes verticales de la aleta caudal. El propósito de tal comportamiento no es claro, pero se cree que sirve para múltiples propósitos que oscilan entre señales de posición y juegos.

## Canto

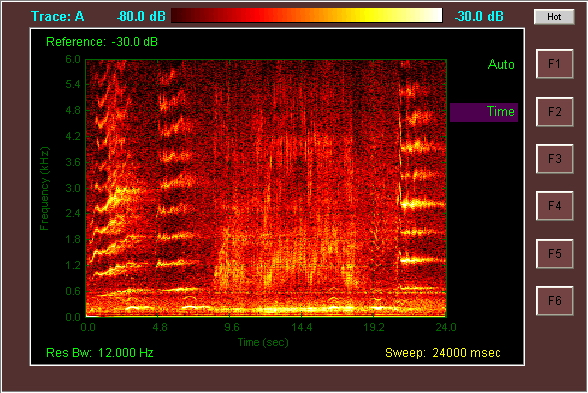
Espectrograma de la vocalizaciones de una yubarta. Se muestra en detalle los primeros 24 s de una grabación de 37 segundos. El canto y los clics de ecolocalización son visibles como estrías horizontales visible y barridos verticales respectivamente.

Tanto los machos como las hembras emiten vocalizaciones; sin embargo, solo los machos producen los cantos largos, fuertes y complejos que han popularizado a la especie. Cada canción está formada por algunos sonidos en un registro bajo que varía en amplitud y frecuencia, y se prolonga normalmente por diez a veinte minutos. Las yubartas pueden vocalizar continuamente por espacio de veinticuatro horas. Carecen de cuerdas vocales de modo que generan los sonidos forzando el aire a través de su enorme cavidad nasal.
Los individuos dentro de una gran área emiten el mismo canto. Todas las yubartas del norte del Atlántico comparten la misma canción, diferente a la emitida por sus congéneres del Pacífico Norte. La canción de una población cambia lentamente en un periodo de varios años sin repetir una versión anterior.
No existe una explicación segura sobre el propósito del canto. El hecho de que solo los machos lo emitan, sugiere que uno de los propósitos es la atracción del sexo opuesto. Sin embargo, en muchos casos los que se aproximan al emisor de los cantos son otros machos, resultando en conflictos; por ello, el canto podría ser un desafío dirigido a otros machos. Algunos investigadores han propuesto que los sonidos pueden tener una función ecolocalizadora. Durante la temporada de alimentación, las jorobadas pueden emitir al unísono diferentes vocalizaciones para reunir los peces en sus redes de burbujas.
Este comportamiento también sucede en ausencia de parejas potenciales. Esto indica que probablemente se trate de una herramienta de comunicación más general. También se ha sugerido que el canto se utilice para mantener las poblaciones en migración en comunicación. Algunos observadores han reportado que el canto da inicio cuando la competencia por una hembra finaliza.
Las yubartas hacen uso de otros sonidos que utilizan para las interacciones sociales, con sonidos similares a gruñidos, gemidos, bramidos y ladridos. Los llamados wops son llamados entre madre e hijo y los thwops son llamados sociales entre los animales no restringidos al dúo madre-hijo.

## Población y distribución

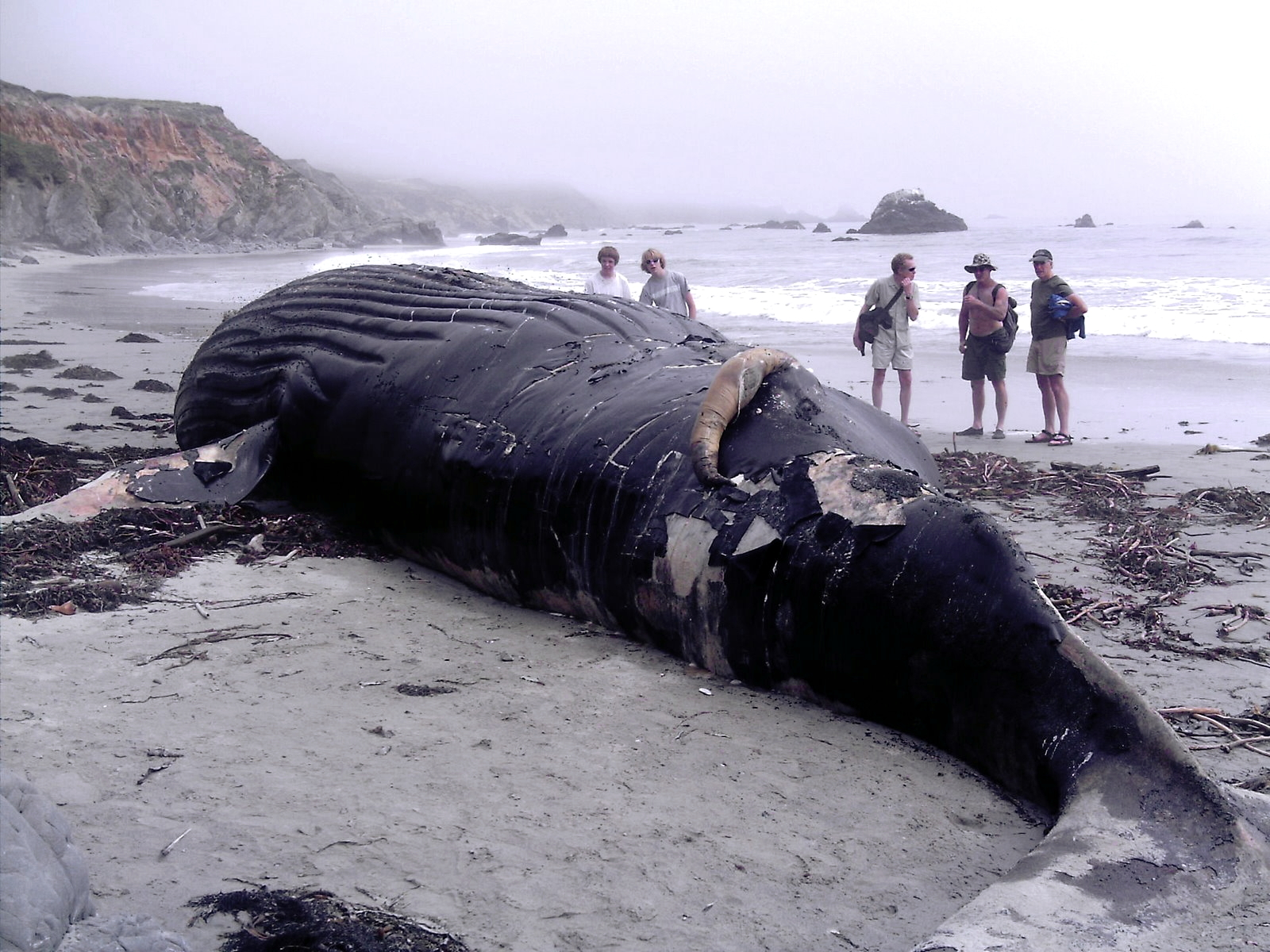
Una yubarta varada cerca de Big Sur, California

Según la Unión Internacional para la Conservación de la Naturaleza, la población mundial de yubartas cuenta como mínimo con 60 000 animales, con 18 000-20 000 al norte del Pacífico, alrededor de 12 000 al norte del Atlántico, y más de 50 000 en el Hemisferio Sur, en todo caso menor a la población calculada antes de la caza de 125 000 ejemplares.
Se puede ver a la yubarta en todos los océanos entre las latitudes 60 ºS a 65 ºN. Es una especie migratoria que pasa los veranos en las aguas frías de altas latitudes y que se reproduce en climas tropicales o subtropicales. Recorren distancias de más de 25 000 kilómetros al año, obteniendo así el récord entre los mamíferos. 
El propósito de las migraciones no se conoce; puede reflejar la necesidad de maximizar la obtención de energía explotando el superávit de alimento durante el verano en latitudes altas, obteniendo una ventaja termodinámica al pasar el invierno en aguas templadas o cálidas. La única población no migratoria es la que habita el golfo Pérsico donde la disponibilidad aumentada de alimento traído por el monzón durante el verano, le permite permanecer allí todo el año. No existen yubartas en el mar Báltico ni en el océano Ártico ni en la parte más oriental del Mediterráneo.
La población de las yubartas parece reconstituirse más fácilmente que la de otras especies de misticetos. La población pasó de un mínimo de 20 000 ejemplares en la moratoria de 1966 a más de 35 000 en la actualidad. Para comparar, el rorcual azul se quedó en sus 5000 ejemplares en todo ese período[cita requerida].
Se estima que la población de yubartas se compone de 12 000 individuos en el Océano Atlántico norte, 7000 en el Océano Pacífico norte y al menos 17 000 ejemplares en el hemisferio sur.

## Relaciones con el ser humano
Las yubartas aparecen en los cuentos de marineros desde siempre. El espectáculo de estas criaturas gigantes saltando sobre el agua explica gran parte de esa atracción. La yubarta probablemente es el origen de los mitos de los monstruos marinos y de los cantos de las sirenas.
Incluso en nuestros días, los buceadores que se encuentran en la proximidad de yubartas cantando dicen que se sienten desorientados, probablemente por la fuerza de las notas resonando en el tórax.

### Caza histórica
La especie fue objeto de caza comercial intensa como parte de la industria ballenera por muchos años. Durante el siglo XX, en el Hemisferio Sur, se mataron alrededor de 200 000 ejemplares. De esta cifra, cerca de 48 000 fueron cazadas en forma ilegal por balleneros soviéticos. Se estima que en el norte del Pacífico se mataron cerca de 28 000 yubartas reduciendo las poblaciones hasta el 10%.
Como resultado de la caza global hasta el 90% de individuos de algunas poblaciones murieron durante la fase más intensa de la matanza. A pesar de ello, las poblaciones estudiadas parecen estar recobrándose rápidamente. La población del Norte del Atlántico para 1999 se estimó en 10 400 individuos y la del norte del Pacífico de 6000 a 8000 animales. La misma población para 2008 de acuerdo a estudios realizados en la década de 2000, se estimó en una cifra 20 000 individuos.
La caza se dio por terminada oficialmente en 1966, sin embargo los soviéticos continuaron la matanza por algunos años más. Alguna caza por parte de poblaciones aborígenes todavía se practica en unos pocos sectores y un número significativo muere debido a enredos en artes de pesca y colisiones con embarcaciones. Sin embargo, estas pérdidas no tienen un impacto significativo en el tamaño de las poblaciones.

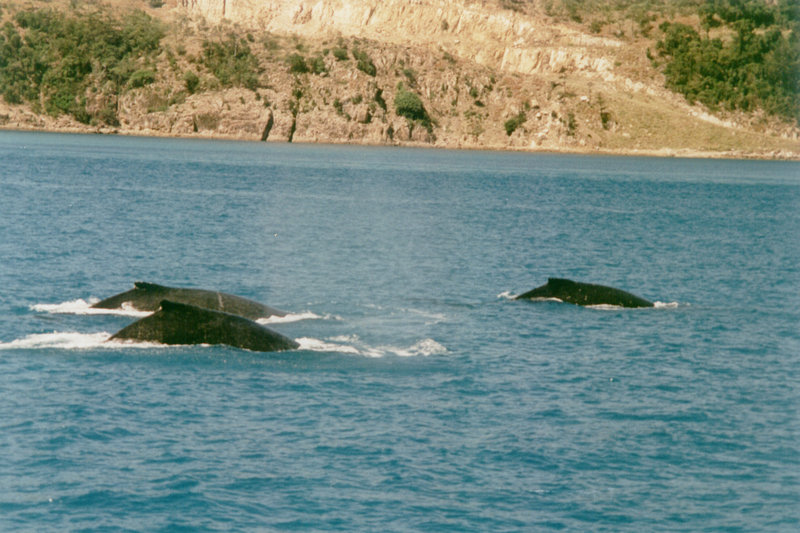
Grupo de yubartas frente a las costas australianas.

### Turismo de avistamiento
Las yubartas son curiosas. Se acercan espontáneamente a los barcos y nadan alrededor. Mientras que este comportamiento es un verdadero suicidio si el barco es un ballenero, hace de esta especie un objetivo ideal del turismo de observación de ballenas en varios lugares del mundo desde 1990. Son muy populares, ya que muestran comportamientos ostentosos que cautivan al público. Como los otros cetáceos, las madres son generalmente muy protectoras con sus crías e intentan por todos los medios colocarse entre el ballenato y los barcos. Se pidió por lo tanto a los operadores turísticos seguir un código de conducta para evitar agobiar innecesariamente a las madres.
Lugares de observación
- En el Pacífico

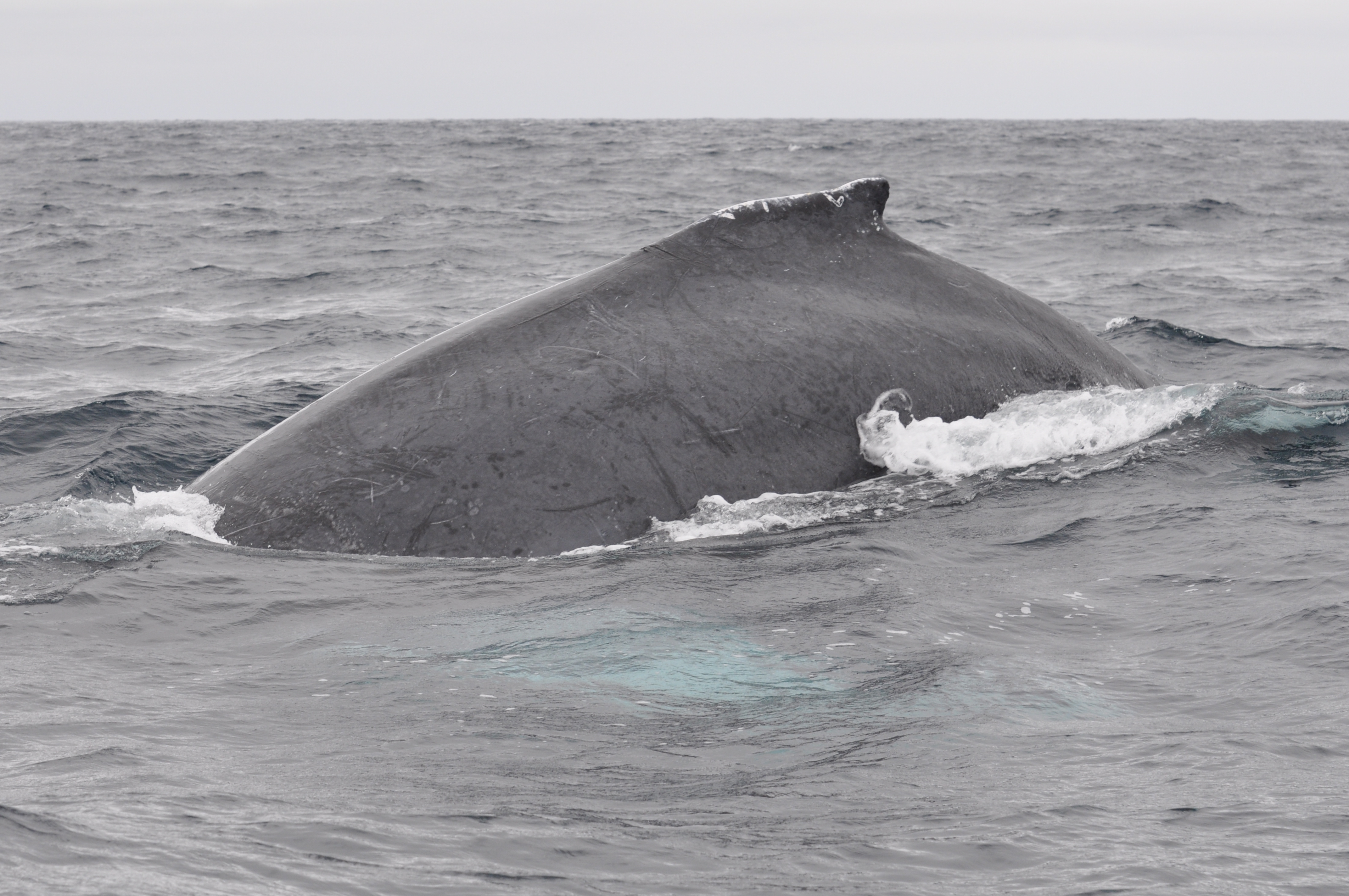
Yubarta frente a las costas ecuatorianas (isla de la Plata).

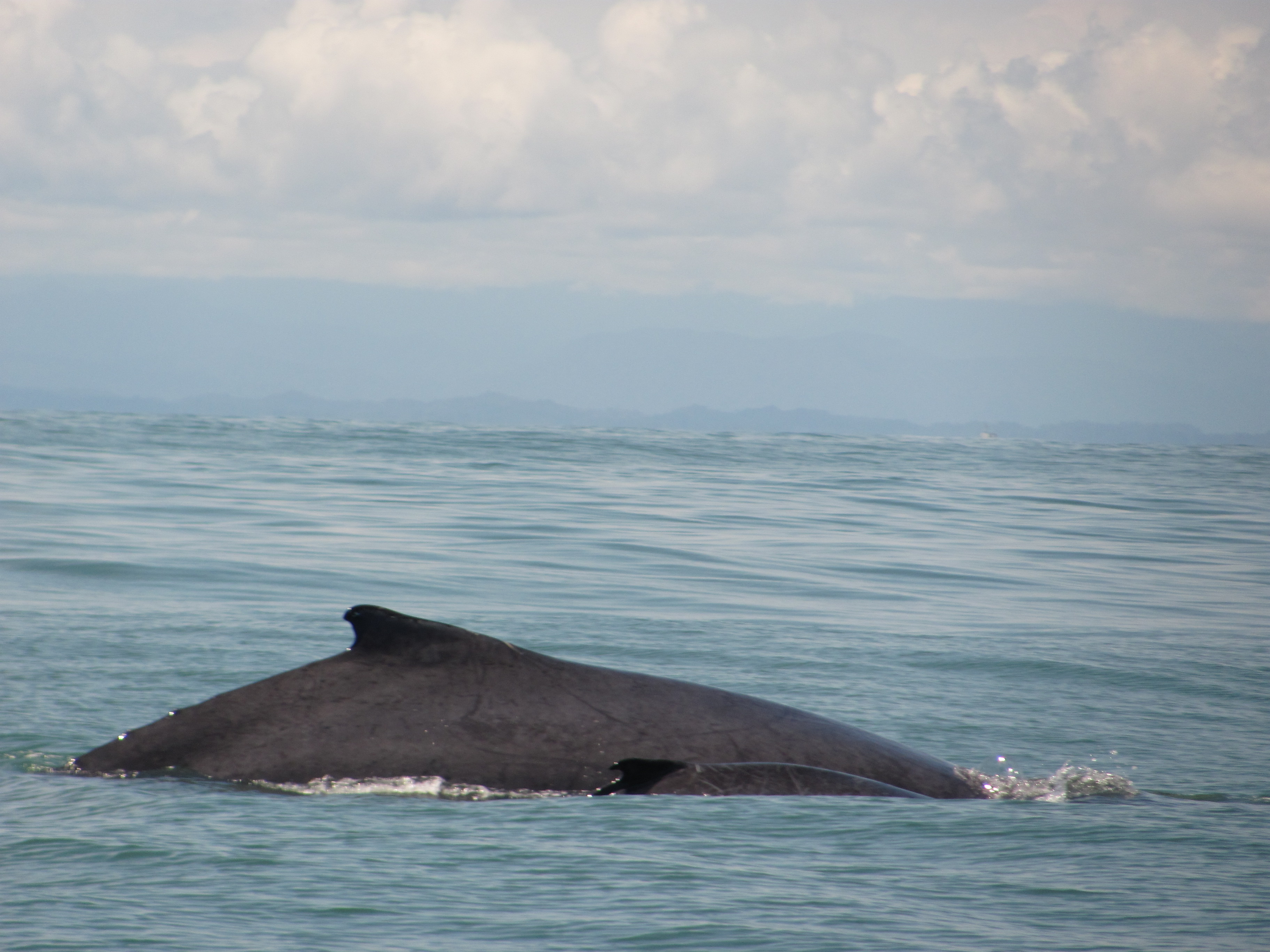
Ballena jorobada en el parque nacional natural Uramba Bahía Málaga, en Colombia, lugar donde las ballenas dan luz a sus crías, convirtiéndolo en un destino turístico

En, Costa Rica, la temporada de ballenas va de julio hasta octubre para la ballena jorobada de la Patagonia y de enero hasta marzo para la ballena jorobada del Pacífico Norte, llegando a la Península de Osa donde se aparean y paren. 
En América del Sur, entre junio y noviembre, pueden verse en Colombia en Bahía Málaga, la isla Gorgona y la ensenada de parque nacional natural Ensenada de Utría. También en las costas ecuatorianas de las provincias de Esmeraldas, Manabi y Santa Elena, sobre todo en las cercanías de la isla de la Plata. En Norteamérica se encuentran frente al estado de Washington, frente a Nueva Inglaterra (Boston), la isla de Vancouver y Alaska; igualmente pueden ser vistas en las costas mexicanas de Puerto Vallarta, Jalisco, así como en las de Nayarit y de la Península de Baja California, especialmente entre diciembre y marzo.
En Australia puede vérselas en las costas de Nueva Gales del Sur y de Queensland, siendo los avistamientos más frecuentes frente a Sídney y en la bahía de Hervey.
- En el Atlántico

Península de Snaefelsnes (oeste de Islandia), Islas Azores (Portugal), Bahía de Samaná y Banco de la Plata (República Dominicana) pueden ser vista de enero hasta abril, Praia do Forte (Bahía, Brasil) entre julio y noviembre.

### Comportamiento altruista
El 14 de septiembre de 2017, la científica Nan Hauser tuvo una experiencia única. Para la científica de Brunswick, Ohio que llevaba trabajando con ballenas treinta años, era un día típico en Rarotonga (en las Islas Cook) cuando un compañero de trabajo le pidió que sacara fotos a las ballenas para un documental. Ella saltó al mar, vio una yubarta grande (de casi 15 metros) y se preparó para sacar las fotos. De repente, ¡la gran ballena nadó hacia ella rápidamente! La doctora Hauser recuerda que temió por su seguridad, pues sabía que un golpe contra una aleta puede ser mortal.

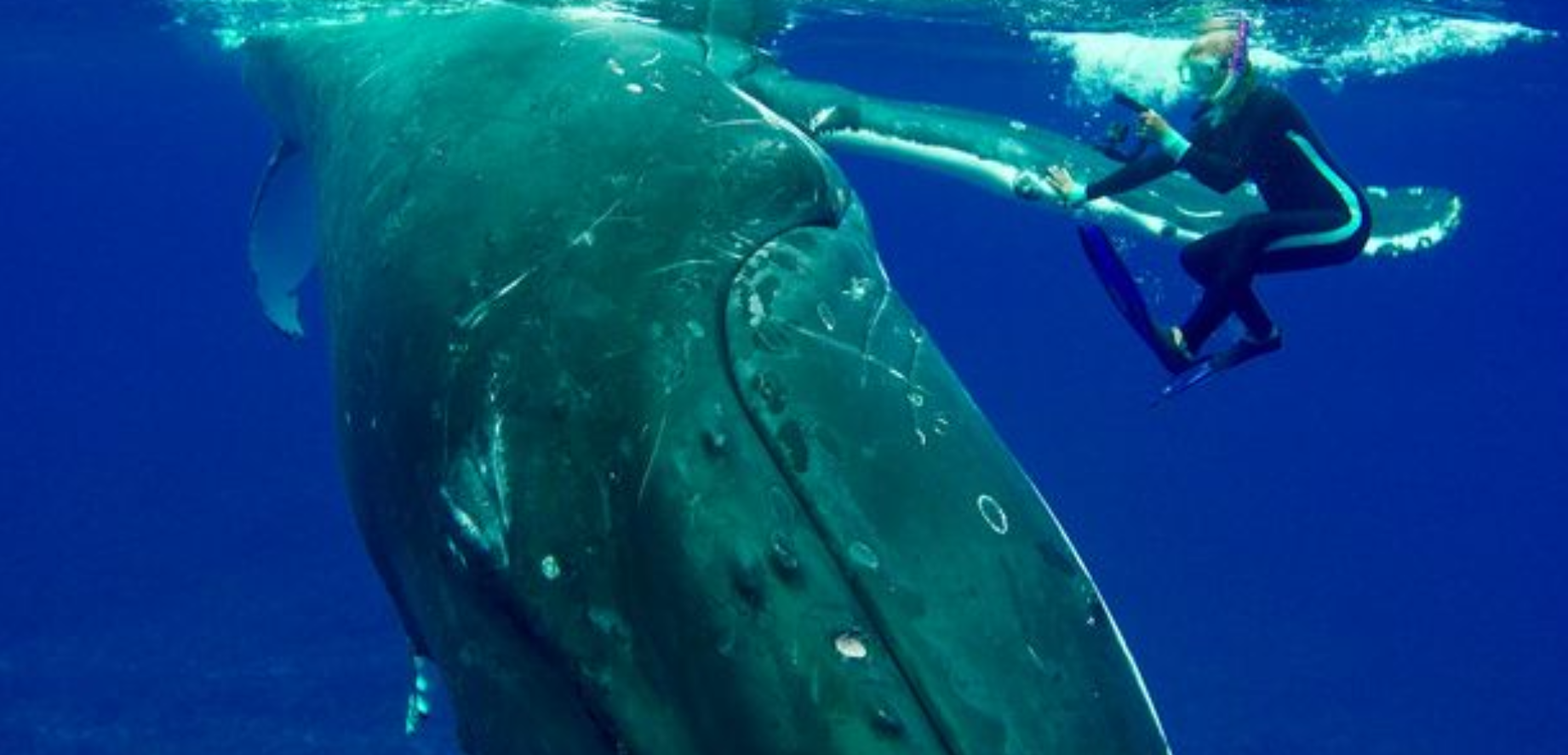
Dra. Nan Hauser (derecha) con la yubarta que la salvó.

Durante diez largos minutos, la ballena la empujó constantemente, pero ella no sabía la razón. ¿Era una acción de agresión? Al fin descubrió que había otra ballena debajo de ellos. Pero las ballenas siempre tienen colas que se mueven verticalmente, mientras esta “ballena” tenía una cola que se movía de un lado a otro. Era un tiburón tigre que medía casi cinco metros y nadaba hacia ella. La Dra. Hauser desconocía la motivación del escualo; ¿era una acción de ataque o solo curiosidad? Sin embargo, ella le dio las gracias a la ballena y nadó hacia su barco. Desde allí, le gritó a la ballena “¡te amo!”.
Después del evento, la Dra. Hauser estaba confundida. ¿Por qué una ballena la había salvado? ¿Significa que las ballenas jorobadas tienen sentimientos complejos como los seres humanos? Investigó y encontró un relato muy similar: en el año 2009, una ballena jorobada salvó una foca de Weddell en la Antártida. El científico Robert Pitman vio como la foca acostada en un témpano de hielo fue acosada por un grupo de orcas y entonces una yubarta la empujó a otro témpano. Él creía que se había tratado de una acción de altruismo. Algunos científicos suponen que la única razón para estas acciones “altruistas” es porque las yubartas odian a las orcas y por instinto salvan a los animales que son atacados por ellas; a algunos científicos les gusta la idea de que las ballenas pudieran tener pensamientos complejos como los seres humanos, pero no hay manera de conocer sus pensamientos reales. 
La Dra. Hauser, aunque ignorara el motivo, estaba contenta de que una ballena se tomara diez minutos en ayudarla. Sorprendentemente, un año y quince días después, el 29 de septiembre de 2018, durante otro día normal de investigación de los cetáceos, de repente, una yubarta en particular atrajo su atención. Tenía cierto punto blanco en su cabeza y así ¡descubrió que era la ballena del año anterior! La Dra. Hauser le dijo “¡Hola, amigo mío, estás de vuelta! ¡No puedo creerlo!” Nadó con la ballena diez minutos, abrazó una de sus aletas, y de nuevo le dijo adiós. Considera que va a volver a verla y espera un nuevo encuentro.        

## Investigación

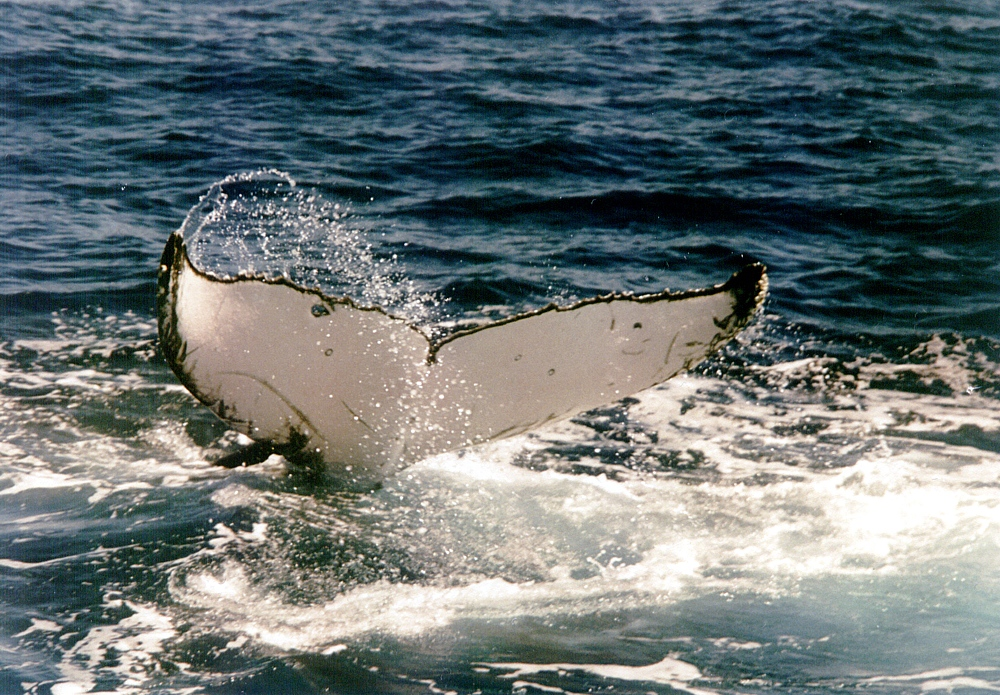
La forma de la ondulación, la marcas negras y blancas y las cicatrices que permiten la identificación de los individuos.

Aunque se conocía perfectamente la anatomía de las yubartas a consecuencia de su caza, los fenómenos de migración y de comportamiento social no fueron descritos científicamente hasta la década de 1960 por dos estudios distintos de R. Chittleborough y de W.H. Dawbin.
Roger Payne y Scott McVey estudiaron a las yubartas en 1971. Su análisis de los cantos atrajo el interés mundial de los medios de comunicación, produciendo en el público una imagen de la especie de alta inteligencia, probablemente sobrestimada. Sin embargo esta sobreestimación de la inteligencia ayudó a las organizaciones que se oponían a su caza.
Cuando los científicos se dieron cuenta de que los dibujos de la aleta caudal podían servir como medio para identificar los individuos, la yubarta se convirtió en la especie más estudiada, ya que las demás especies no tenían ningún sistema sencillo de identificación. Un trabajo basado en datos obtenidos de 1973 a 1988 sobre ejemplares del Atlántico norte proporcionó información detallada sobre la gestación, destete, crecimiento, etc. Gracias a este descubrimiento se pudo modelizar de forma precisa la dinámica de población de la especie como si se usara la técnica de marcaje y recaptura. Durante este periodo se creó un catálogo fotográfico de todas las yubartas del Atlántico norte gestionado por el Wheelock College (ver aquí). Otros proyectos similares se están realizando en el Pacífico norte y en otras regiones.
La página web de la organización Greenpeace permite seguir vía satélite la posición y la trayectoria de algunos ejemplares de esta especie sobre un mapa de Google. La información se ofrece retrasada en el tiempo, para evitar que la flota ballenera japonesa pueda utilizarla para darles caza.

### En español
- Leviathanchile.org: Yubarta
- CCC-Chile.org: Yubarta Archivado el 23 de septiembre de 2015 en Wayback Machine.

- Datos: Q132905
- Multimedia: Megaptera novaeangliae / Q132905
- Especies: Megaptera novaeangliae